# Тайвансько-американський огляд покриттів
Тайвансько-американський огляд покриттів (англ. Taiwanese–American Occultation Survey, TAOS) — роботизований огляд зовнішньої Сонячної системи за допомогою покриттів. Огляд використовує масив із чотирьох 50-сантиметрових телескопів для спостереження покриттів фонових зір об'єктами зовнішньої Сонячної системи. Так можна досліджувати невеликі об'єкти в зовнішній Сонячній системі, — занадто малі, щоб спостерігати їх напряму. Тайвансько-американський огляд покриттів чутливий до затемнень об'єктів пояса Койпера розміром понад 500 м та до об'єктів типу Седни.
Телескопи Тайвансько-американського огляду покриттів розташовані на Тайвані, в обсерваторії Лулінь в національному парку Юйшань.
Тайвансько-американський огляд покриттів є спільним проєктом Інституту астрономії та астрофізики Академії Сініка, Гарвард-Смітсонівського астрофізичного центру, Ліверморської національної лабораторії імені Лоуренса та інших установ.
Планується розширення проєкту під назвою TAOS II з новим значенням абревіатури — Transneptunian Automated Occultation Survey (транснептуновий автоматизований огляд покриттів). Очікується, що обсяг даних становитиме понад 300 терабайт на рік.